# Механика грунтов
Механика грунтов — раздел физики грунтов и прикладной механики, описывающий поведение грунтов. Он отличается от механики жидкости и механики твёрдого тела тем, что почвы состоят из гетерогенной смеси жидкостей (обычно воздуха и воды) и частиц (обычно глины, ила, песка и гравия), но почва может также содержать органические твёрдые вещества и другие вещества.

## История развития
Механика грунтов как наука зародилась в середине XIX века, а сформировалась к началу XX века, когда возникла необходимость прогнозирования процессов в массивах грунтов, взаимодействующих с сооружениями. В основу формирования механики грунтов легли исследования в области механики деформируемого тела, а также в области геологии и гидрогеологии. Большое влияние на развитие дисциплины оказали работы иностранных учёных Ш.Кулона, А. Дарси, Е. Винклера, Ж. Буссинеска, М. Леви, Д. Друкера, В. Прагера, Л. Прандтля, К. Терцаги и российских учёных В. М. Карловича, В. И. Курдюмова, Н. М. Герсеванова, Н. А. Цытовича, З. Г. Тер-Мартиросяна Н. Н. Маслова, В. А. Флорина, Е. М. Сергеева, Н. Я. Денисова и других.
В 1934 году был издан учебник Н. А. Цытовича, переиздававшийся семь раз вплоть до 1983 года и переведённый на многие языки мира.
В настоящее время механика грунтов обладает развитой экспериментальной базой и мощным механико-математическим аппаратом. Ведущим научно-исследовательским институтом в области механики грунтов является НИИОСП им. Н. М. Герсеванова. Специализированные кафедры работают в МГСУ, МГУ, СПбГАСУ, ПГУПС, МАДИ и других высших учебных заведениях.

## Объект и предмет изучения
Объект изучения механики грунтов собственно грунты и слагаемые ими грунтовые толщи.
Механика грунтов является комплексной дисциплиной, изучающей как особенности поведения грунтов под нагрузкой, так и способы передачи нагрузок от сооружений на основание.
Наглядным примером объектов, подлежащих изучению с учётом положений научной дисциплины механики грунтов, являются так называемые падающие башни, наклон которых вызван изменениями в толще грунта и из-за своей исторической и художественной ценности подлежащие консервации в их наклонённом современном состоянии.

## Генезис и компоненты грунта

### Инженерная классификация грунтов
Минералы (первичные силикаты+глинистые минералы+простые соли+органические вещества) обуславливают свойств горных пород, а горные породы обуславливают свойство грунтов.
Свойства грунта зависят от совокупного воздействия нескольких взаимодействующих факторов. Эти факторы можно разделить на две группы: композиционные факторы и факторы влияния окружающей среды. Композиционные факторы включают: типы минералов, количество каждого минерала, типы абсорбированных катионов, формы и распределение частиц по размерам, пористость, тип и количество других компонентов, таких как органические вещества, диоксид кремния, оксид алюминия.
Грунты классифицируются как крупнозернистые, гранулированные и несвязные, если количество гравия и песка превышает 50 % по массе, или мелкозернистые и связные, если количество мелких частиц (ила и глинистого материала) превышает 50 %.
Термины «несвязный» и «когезионный» следует использовать с осторожностью, поскольку даже несколько процентов глинистого минерала в крупнозернистой почве могут дать пластические характеристики. Пластичность связана с органикой, а органика с плотностью.
Дисперсность грунта. Пирофосфат натрия приводит грунт к предельной дисперсности грунта.
Проблема скальных грунтов заключается в наличии трещин, поскольку монолитных скальных грунтов несмотря на высокую прочность не бывает.
Анизотропность грунта влияет на коэффициент фильтрации только в намывных песчаных грунтах с примесью глинистых частиц. Поэтому следует различать фильтрационную способность таких грунтов в двух направлениях: в продольном и нормальном относительно напластования слоёв.

### Свойства грунта
- Удельный вес сухого грунта (англ. Dry unit weight) {\displaystyle \gamma _{dry}={\frac {\gamma _{s}}{1+e}}={\frac {G_{s}*\gamma _{w}}{1+{\frac {w*G_{s}}{S}}}}}, где {\displaystyle S*e=w*G_{s}}, {\displaystyle \gamma _{w}=9,81{\frac {kN}{m^{2}}}}-удельный вес воды, {\displaystyle e} — коэффициент пустотности, {\displaystyle S} — степень водонасыщения (англ. Degree of Saturation) Для {\displaystyle S}=1 полностью водонасыщенного грунта/отсутствием воздуха (zero air voids) {\displaystyle \gamma _{zv}={\frac {G_{s}*\gamma _{w}}{1+w*G_{s}}}}. Удельный вес сухого грунта можно также выразить через:

влажность и удельный вес грунтов без учёта взвешивающего действия воды {\displaystyle \gamma _{n}=\gamma _{unsat}} как {\displaystyle \gamma _{dry}={\frac {\gamma _{n}}{1+w}}},
коэффициент пустотности и удельный вес твёрдых частиц грунта {\displaystyle \gamma _{n}=\gamma _{s}} как {\displaystyle \gamma _{dry}={\frac {\gamma _{s}}{1+e}}}.
- Удельный вес (англ. specific weight) {\displaystyle G_{s}={\frac {\gamma _{s}}{\gamma _{w}}}}, где {\displaystyle \gamma _{w}=9,81{\frac {kN}{m^{2}}}}-удельный вес воды, {\displaystyle \gamma _{s}} — удельный вес частиц грунта.
- Удельный вес грунта в естественном сложении {\displaystyle \gamma _{n}={\frac {\gamma _{s}(1+w)}{(1+e)}}}.

### Сферичность, округлость и шероховатость поверхности частиц грунта
Поверхность частиц грунта не гладкая, особенно при рассмотрении в более мелких масштабах. Появляется всё больше свидетельств значительной роли шероховатости поверхности в микромеханическом поведении образцов твёрдых частиц.
В песках угол прочности на сдвиг также зависит от того, хорошее или плохое качество грунта, формы зёрен (угловатые, круглые). Угол прочности на сдвиг у хорошо отсортированного песка больше, чем у плохо отсортированного, и больше у угловатого песка, чем у круглозернистого.
Для изучения таких свойств грунта как сферичность частиц(англ. soil particle sphericity), округлость(англ. roundness) и шероховатость поверхности (англ. surface roughness) применяется фрактальный анализ. Шероховатость песка может быть адекватно охарактеризована спектром мощности и фрактальной размерностью, рассчитанной по шкале длины отсечки, полученной из оценки площади поверхности.

### Электропроводность грунта
Высокоомные грунты характеризуются сравнительно большим значением удельного электрического сопротивления. К ним относятся скальный или каменистый грунт, вечномёрзлый или сухой песчаный грунт.
Электроосмос в грунте представляет собой движение воды в порах под влиянием внешнего электрического поля. В большинстве случаев глинистые частицы имеют отрицательный заряд. Поэтому в большинстве случаев в грунте электроосмотическое передвижение воды происходит от положительного электрода (анода) к отрицательному (катоду). Для того чтобы сформировать явление электроосмоса нужно внедрить в грунт анод и катод. При электрохимической защите есть разделение электродов на катод (отрицательно заряженное сооружение, которое мы предотвращаем от коррозии) и анод (положительно заряженный, нам его нужно куда-то девать, закапывать). Вода двигается потому что гидратирует обменные катионы (хим. связывать (связать) частицы растворимого в воде вещества с молекулами воды), вокруг катионов собираются оболочки связанной воды. Глины это водоупор и фильтрация в них прекращается почти полностью, однако скорость движения воды при электроосмосе значительно превосходит скорость движения при электроосмосе (быстрее всего сможем либо осушить либо увлажнить глину).
Электрофорез — движение твёрдых частиц к одному из электродов, в большинстве случаев глинистые частицы имеют отрицательный заряд, в связи с чем движение в основном происходит в сторону анода (+).

### Влажность грунта
Наиболее важным для исследований является содержание воды, или влажность. Этот показатель определяется в процентах, как соотношение веса содержащейся в пробе воды к весу сухого грунта. Его получают экспериментально после последовательного взвешивания мокрого и высушенного грунта.
От влажности зависят более важные для строительства показатели — плотность и несущая способность. Исследования показывают, что при насыщении грунта влагой его плотность вначале возрастает, а затем снижается. Величина влажности, при которой грунт имеет наибольшую плотность, называется оптимальной влажностью грунтов. Это показатель для различных материалов может значительно отличаться. Для песка он составляет 8-14 %, для глины — 16-26 %.

### Капиллярное давление
В грунтах есть повышенное поровое давление, когда давление в порах больше, чем гидростатическое. Из-за капиллярных сил возникает поровое давление, которое как бы отрицательное, оно выше уровня горизонта свободных вод. Капиллярная вода вроде бы она свободна гравитационная вода, прочносвязанная, рыхлосвязанная. Рыхлосвязанная вода то отрывается от частиц грунта, то прилипает. А вот капиллярная вода — это свободная гравитационная вода, но закон Архимеда (что интересно) в ней не работает. Теоретически если в расчёт будем брать какую-нибудь стеклянную трубку, в учебниках иногда пишут «вода в грунтах супесях поднимается до 5 м».
Капиллярное поднятие выше уровня свободной воды и в результате получается так называемое отрицательное давление. То есть как бы гидростатическая вода внизу пытается раздвинуть частицы, а сверху она, наоборот, пытается их сжать между собой (аналогично с мешком кофе), она обжимает их и получается возникает дополнительное давление на эти частицы.
Капиллярная влага в грунте переменна во времени. Атмосферное давление прыгает и влияет на капиллярное давление Отрицательное капиллярное давление всё время меняется. Однако никак не учитывается, даже при проектировании котлованов. Пример при разгрузке котлована пытались учесть капиллярное давление при устойчивости склона. Выкопали яму. Сначала за счёт кажущегося сцепления откосы стояли вертикально. Вопрос сколько может простоять пока вода не высохнет, пока действуют капиллярные силы сцепления. Однако склон высыхает неравномерно, поэтому в расчёте были значительные погрешности.

### Взвешивающее действие воды
Удельный вес грунтов, залегающих ниже уровня подземных вод, должен приниматься с учётом взвешивающего действия воды ({\displaystyle \gamma _{sat}}) при коэффициент фильтрации слоя грунта больше {\displaystyle 1*10^{-5}} м/сут и {\displaystyle I_{L}}>0,25 (для глинистых грунтов). При расположении ниже уровня грунтовых вод слоя грунта с коэффициентом фильтрации менее {\displaystyle 1*10^{-5}} м/сут и {\displaystyle I_{L}}< 0,25 (для глинистых грунтов) его удельный вес принимается без учёта взвешивающего действия воды ({\displaystyle \gamma _{n}=\gamma _{unsat}}), для определения {\displaystyle \sigma _{gz}} в этом слое и ниже его следует учитывать давление столба воды, расположенного выше этого слоя.
Удельный вес грунтов с учётом взвешивающего действия воды {\displaystyle \gamma _{sat}} всегда больше или равен удельному весу грунтов без учёта взвешивающего действия воды {\displaystyle \gamma _{n}=\gamma _{unsat}}.

### Структурная прочность грунта
Слабыми грунтами считаются грунты с E<5 MPa (к примеру, торф). При этом важно заметить, что модуль деформации зависит от приложенных эффективных напряжений, от истории напряжений, коэффициента пустотности и индекса пластичности. Для несвязных грунтов модуль изменяется приблизительно как квадратный корень из эффективного напряжения. Для связных грунтов модуль деформации равен 0,5…1,0 эффективного напряжения. Небольшой модуль упругости почвы при сдвиге зависит от контактной жёсткости и состояния ткани. Таким образом, изменение скорости поперечной волны с ограничивающим давлением даёт представление о зависимости жёсткости контакта от давления.
Для некоторых грунтов характерно, что коэффициент пустотности {\displaystyle e} не меняется до некоторого значения давления {\displaystyle p_{str}} — структурной прочности. При давлении, меньшем структурной прочности, когда оно воспринимается водно-коллоидными и кристаллизационными связями, процесс уплотнения практически не развивается. При повторных циклах «нагрузка-разгрузка» величина деформаций уменьшается с каждым циклом. Те грунты, которые на глубине они имеют {\displaystyle p_{str}} и чтобы они начали сжиматься, нужно преодолеть эту прочность.
Модуль деформации грунта(площадь эпюры напряжений на коэффициент относительной сжимаемости) зависит от приложенных эффективных напряжений, он также зависит от истории напряжений, коэффициента пустотности и индекса пластичности. Для несвязных грунтов модуль изменяется приблизительно как квадратный корень из эффективного напряжения. Для связных грунтов модуль деформации равен 0,5…1,0 эффективного напряжения.

### Расчётное сопротивление грунта основания

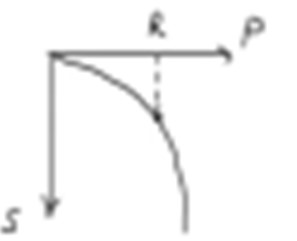
Расчётное сопротивление грунта основания нужно для подбора подошвы фундамента и дать понимание (исходя из первых предпосылок механики грунтов) когда заканчивается линейная зона и начинается зона пластических деформаций.

Предварительные размеры фундаментов назначают по конструктивным соображениям или исходя из значений расчётного сопротивления грунтов основания Rq в соответствии с таблицами Б.1-Б.З приложения Б СП 22.13330.2016. Значения {\displaystyle R_{0}} допускается также использовать для окончательного назначения размеров фундаментов сооружений геотехнической категории 1, если основание сложено горизонтальными
(уклон не более 0,1), выдержанными по толщине слоями грунта.
Поведение грунта под нагрузкой на участке 1 грунт ведёт себя как линейное тело. Если мы нагрузки снимем, то деформации вернутся обратно. R-расчетное сопротивление грунта. Граница между зоной линейной и пластической деформации. R зависит от ширины подошвы фундамента b, глубины заложения (обычно даёт наибольший вклад для несущей способности основания и расчётного сопротивления грунта), удельный вес грунта выше подошвы фундамента {\displaystyle \gamma ^{,}}, удельный вес грунта ниже подошвы фундамента {\displaystyle \gamma } (без чёрточки), угол внутреннего трения, УГВ (если грунты залегают выше уровня грунтовых вод то удельный вес с учётом взвешивающего действия воды), удельное сцепление слоя который лежит в основании фундамента.
Расчётное сопротивление {\displaystyle R=M_{\gamma }b\gamma +M_{\gamma }d\gamma ^{,}+M_{C}c} можно разделить условно на три слагаемых, каждое из которых отвечает за свой фактор: {\displaystyle M_{\gamma }b\gamma } отвечает за ширину подошвы фундамента, {\displaystyle M_{\gamma }d\gamma ^{,}} за глубину фундамента, {\displaystyle M_{C}c} вклад удельного сцепления в работу нашего фундамента. {\displaystyle M_{\gamma },M_{q},M_{C}} зависят только от угла внутреннего трения (больше не от чего). Остальные коэффициенты зависят от геометрии фундамента, к примеру, есть также коэффициент {\displaystyle \varepsilon _{\gamma }} для учёта различных типов нашего фундамента (ленточный, столбчатый и т. д.). Принятые обозначения в формуле {\displaystyle \gamma ,c} — расчётное значение удельного веса грунтов и сцепления соответственно, залегающих ниже подошвы фундамента; {\displaystyle \gamma ^{,}} расчётное значение удельного веса грунтов, залегающих залегающих выше подошвы; b — ширина подошвы фундамента.

### Зависимость прочности от уровня напряжений
Рассмотрим мешок с кофе зерновым. Если мы из мешка с кофе откачаем воздух и у нас все зёрна обжаты атмосферным давлением — мешок мы не сможем никак пошевелить. Мешок невозможно раздавить. Зёрна будут связные за счёт сдавливания между собой. Ну, как только мы выпустим воздух, давления уравновешиваются и зёрна рассыпаются. Прочность мешка, как материала, резко уменьшится. Он будет просто рассыпной, не будет единым монолитом. Это как раз с грунтами, прочность очень сильно зависит от уровня напряжений. Если мы говорим грунт прочный непрочный, это понятие очень относительное. В одних условиях он может считаться прочным (обжат напряжением), в других — непрочным.
Кроме того, что модуль деформации грунта (Ео) зависит от приложенных эффективных напряжений, он также зависит от истории напряжений, коэффициента пустотности и индекса пластичности. Для несвязных грунтов модуль изменяется приблизительно как квадратный корень из эффективного давления. Для связных грунтов модуль деформации равен 0,5…1,0 эффективного напряжения. Небольшой модуль упругости почвы при сдвиге зависит от контактной жёсткости и состояния ткани. Таким образом, изменение скорости поперечной волны с ограничивающим давлением даёт представление о зависимости жёсткости контакта от давления.

### Водопроницаемость грунтов
Коэффициент проницаемости может меняться в зависимости от направления линии потока в слое грунта. У глины пустотность выше, чем у гравия, однако из-за химических связей водонепроницаемость высока.

### Влияние органики на геотехнические свойства грунтов
C повышением содержания органики водопроницаемость пород снижается. К примеру, содержание гумуса более 3 % в песке делает его водонепроницаемым. В органике в наличие в том числе бесструктурная составляющая (гумус=углерод+кислород). Именно она и удерживают воду. При сжатии гумуса вода отжимается. В итоге сжимаемость органического грунта велика по сравнению с грунтами без органики. По сравнению с неорганическими глинами у органических:
1. повышенная гидрофильность (хотя вроде как есть в виде исключения и гидрофобные)
2. повышенная влажность (на графике вроде это прослеживается)
3. повышенная набухаемость
4. повышенная сжимаемость (у органики плотность раза в 2 ниже)
5. пониженное сопротивление сдвигу

## Промерзание грунтов
Температурная сдвижка возникает за счёт того, что тепло теряемое грунтом зимой больше тепла получаемое грунтом летом при оттаивании, поскольку в мёрзлом грунте теплопроводность выше. Это нужно учитывать при расчёте промерзания- оттаиваниях. Сдвижка даёт понижение средней температуры грунта за год на 1-2 градуса.
При замерзании грунта идёт выделение тепла.
Теплоёмкость измеряется в Джоулях, теплопроводность в Ваттах. В связи с этим кДж нужно перевести в Вт.
В советских СНиПах перевод кДж в Вт в зависимости от влажности и теплопроводности грунта осуществлялся легко через таблицы. Современный СП требует расчёта теплоёмкости для конкретного грунта.
Теплоёмкость зависит от состава грунта, теплопроводность зависит от плотности и влажности.

## Фильтрация: установившийся поток воды
Если в какой-либо воздухосодержащей среде возникает температурный градиент, водяной пар начинает перемещаться в направлении понижения температуры. В связи с этим предполагается заморозка грунта ниже уровня грунтовых вод.

## Консолидация грунта
Глины подвергаются консолидации, осадке не только под действием «внешних» нагрузок (дополнительных нагрузок), но и под действием собственного веса или веса грунтов, существующих над глиной. Глины также подвергаются оседанию/усадке при обезвоживании (откачке грунтовых вод), потому что эффективное напряжение на глину увеличивается. Крупнозернистые грунты не подвергаются уплотнению, оседанию из-за относительно высокой по сравнению с глинами гидравлической проводимости. Вместо этого немедленной осадке подвергаются крупнозернистые почвы.
Коэффициент сжимаемости {\displaystyle m_{0}}, МПа, на каждой ступени нагрузки от {\displaystyle \sigma _{i}} до {\displaystyle \sigma _{i+1}} вычисляется с точностью 0,001 МПа по формуле
{\displaystyle m_{0}}{\displaystyle ={\frac {e_{i}-e_{i+1}}{\sigma _{i+1}-\sigma _{i}}}},
где {\displaystyle e_{i}} и {\displaystyle e_{i+1}} — коэффициенты пористости, соответствующие давлениям {\displaystyle \sigma _{i}} и {\displaystyle \sigma _{i+1}}.